# Renaud Gagneux
Renaud Gagneux (født 15. maj 1947 i Paris, død 24. januar 2018) var en fransk komponist.
Renaud Gagneux studerede klaver hos Alfred Cortot og komposition hos Henri Dutilleux på École Normale i Paris. I 1966 tog han til Köln for at studere komposition hos Karlheinz Stockhausen, senere hos André Jolivet og Olivier Messiaen på Paris konservatorium, her vandt han første prisen i komposition i 1972. I 1972 han blev ansat i Groupe de Recherches Musicales de l'ORTF. Hans talrige priser omfatter SACEM Grand Prix for kammermusik (1977), Prix Georges Enesco (1983), prisen for nyt talent tildelt af SACD (1989), Composers' Prize of the Sacem (1990), og SACEM Grand Prix 1993 for hans samlede værker.

## Kompositioner (udvalgte)
- Koncert for dobbeltbas og orkester, op.6 (1981)
- Koncert for Tuba, Klaver og Orkester, op.9 (1982-83)
- Koncert for Viola og Orkester, op.51 (1997)
- Duo for Violin og Viola (1973)
- Les échos de la mémoire, op.13, for orkester (1985)
- String Quartet nr.1, op.15 (1986)
- String Quartet No.2, op.16 (1986)
- Qamar, op.20, string quintet and string orchestra (1988)
- String Quartet No.3, op.23, 1989
- Haec Anima ..., for 12 eller 24 dobbeltbasser (1992)
- Masse, op.42, for orgel (1994)

## Ekstern henvisning
- Renaud Gagneux Arkiveret 18. september 2009 hos  Wayback Machine